# Villa Dolores
Villa Dolores is een plaats in het Argentijnse bestuurlijke gebied San Javier in de provincie Córdoba. De plaats telt 28.009 inwoners.

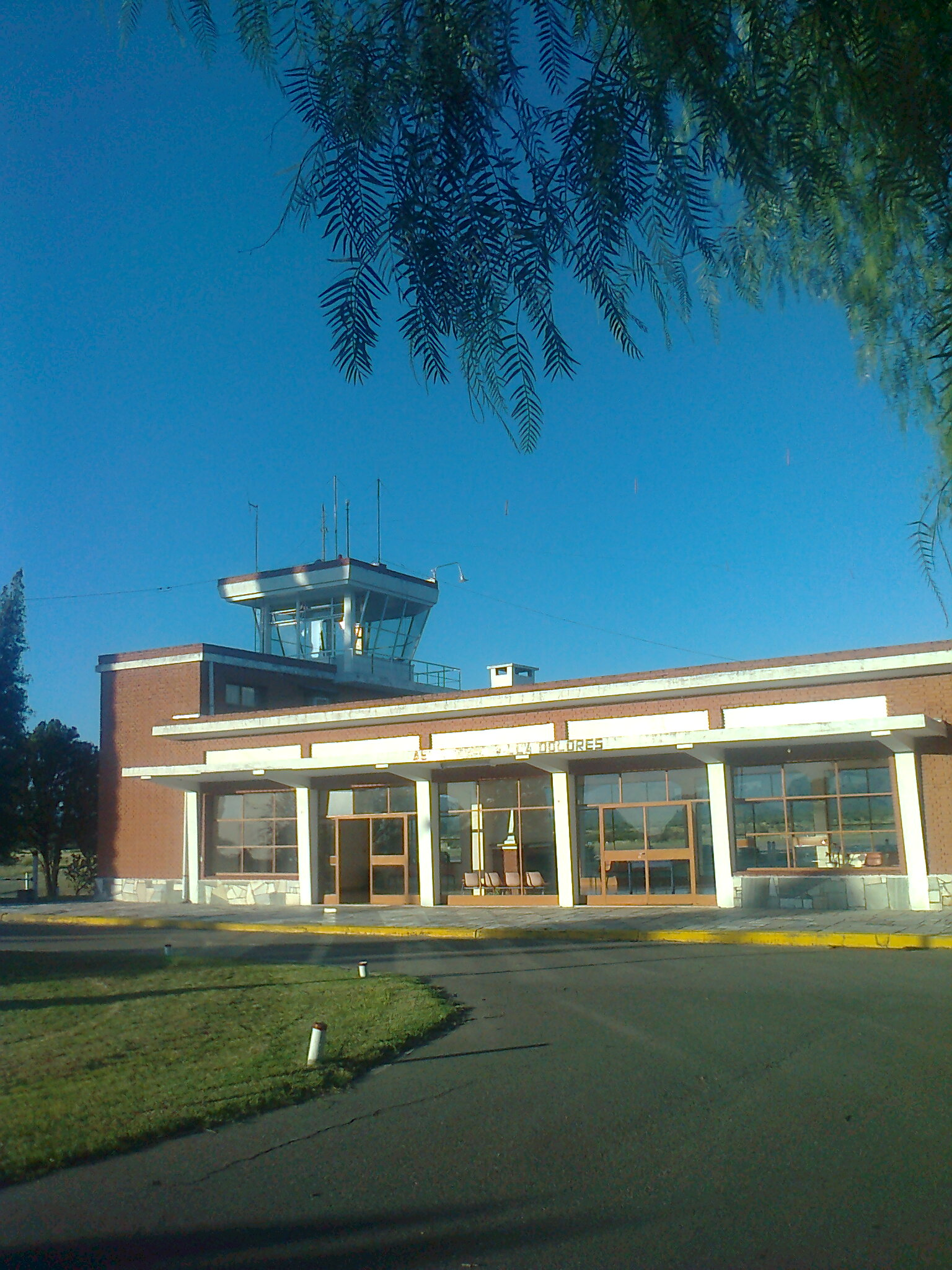
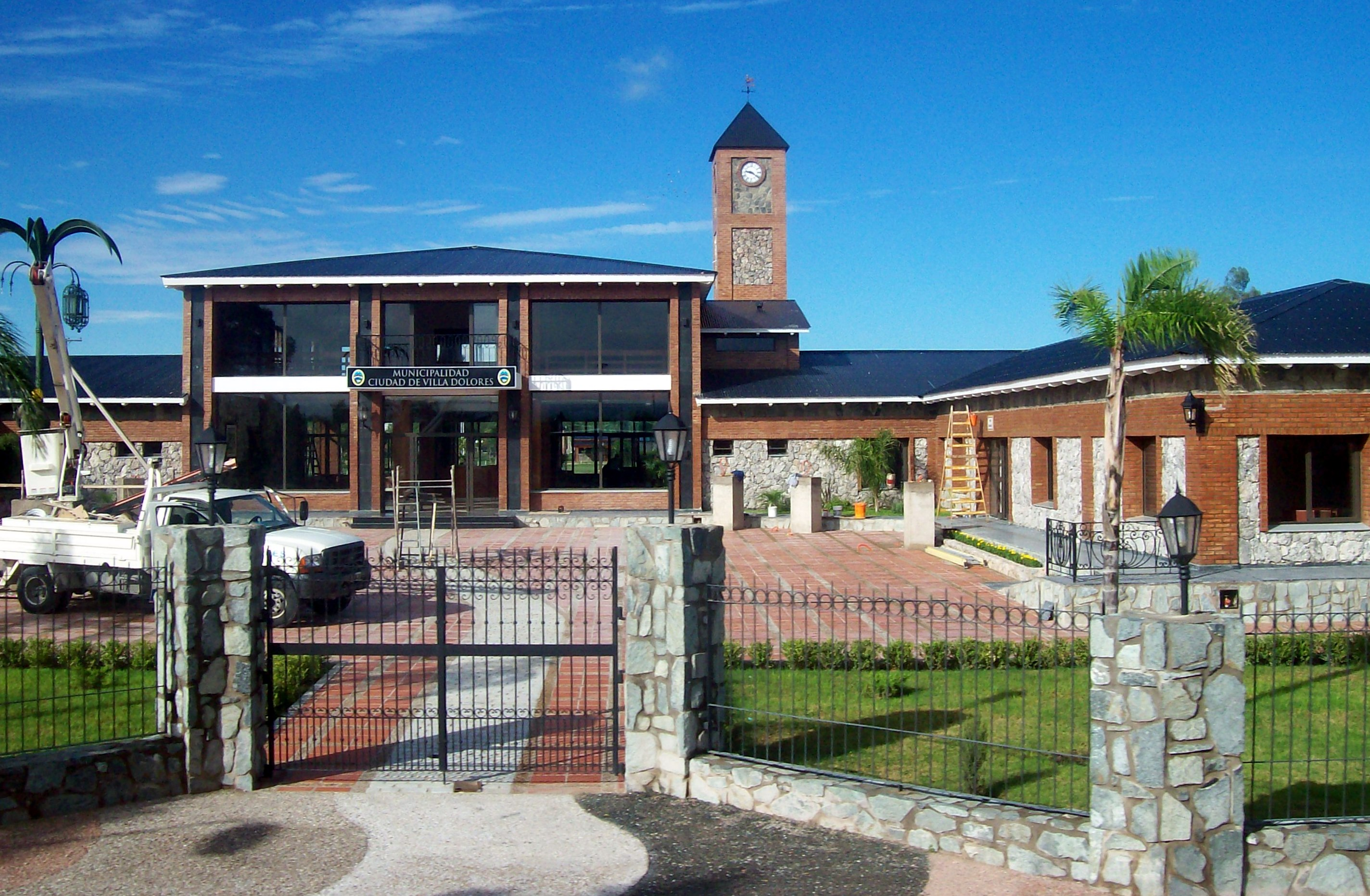
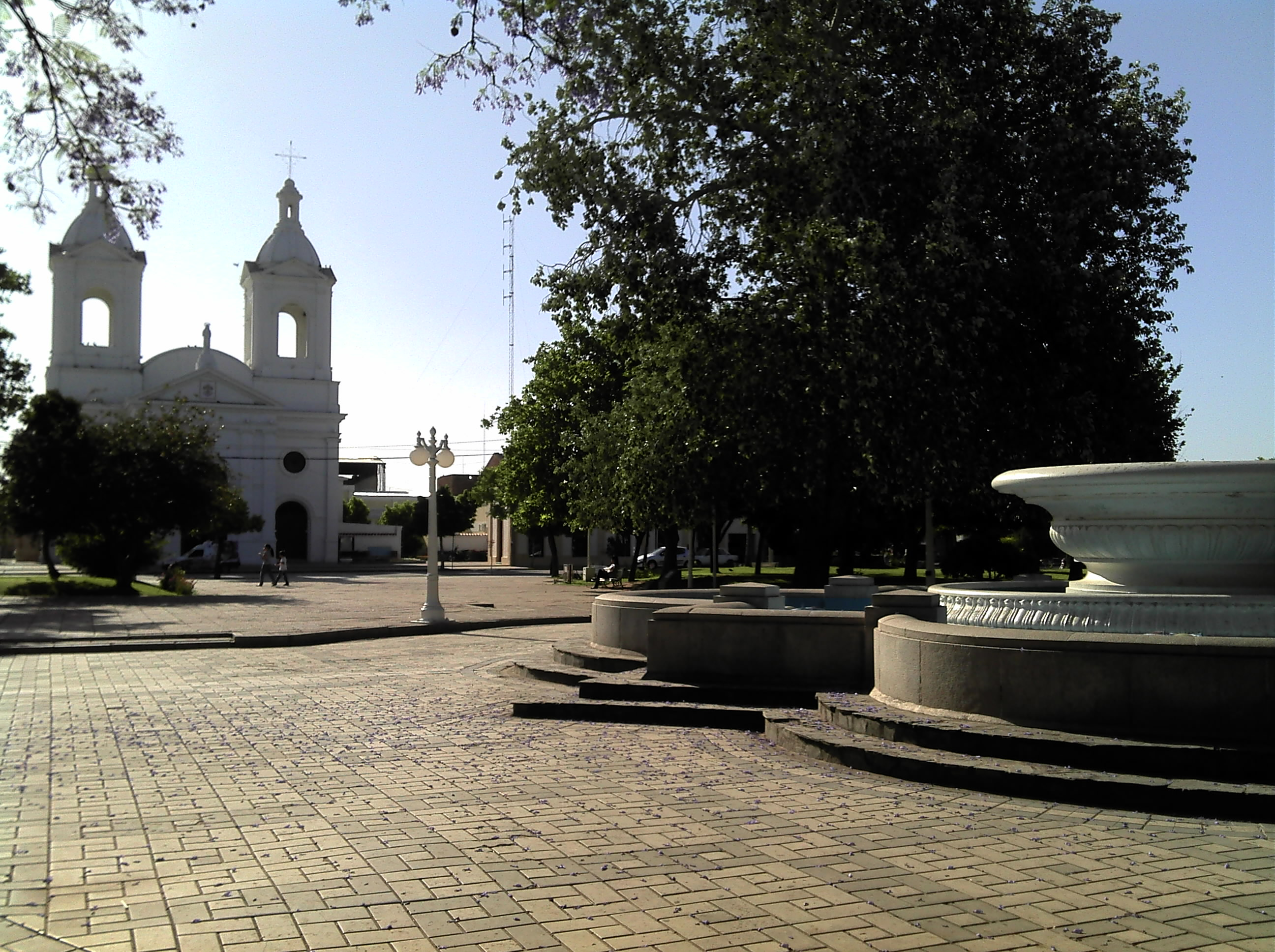